# جمال رياضياتي

مثال عن جمال الطريقة، برهان بسيط وذكي لمبرهنة فيثاغورث.

العديد من الرياضياتيين يتمتعون بجمال أعمالهم بشكل خاص بالرياضيات بشكل عام، وهذا ينعكس بوصفهم للجمال الرياضياتي. البعض يصف الرياضيات على أنها فن أو نشاط إبداعي، وكثيراً ما تقارن بالموسيقى أو الشعر. وقد عبر برتراند راسل عن إحساسه بالجمال الرياضاتي.
وكما عبر بول إيردوس عن نظرته إلى الجمال الرياضي بقوله «لماذا الأعداد جميلة؟ إنه كذات السؤال عن لماذا سيمفونية بيتهوفن التاسعة جميلة؟ إذا لم تعرف لم هي جميلة فسيخبرك شخص ما. أنا أعرف أن الأرقام جميلة، فإن لم تكن هي جميلة فليس هناك أي شيء جميل».

## أمثلة متقدمة

### مثلث فيثاغورس

نظرة حديثة لإثبات مبرهنة فيثاغوث

من المعروف أن إثبات نظرية فيثاغورس باستعمال مبرهنة إقليدس شاق نسبيا، ولكن التمعن في الشكل التالي للمربع وبداخله مجموعة المثلثات يمكننا من استنتاج النظرية بكل سهولة.
لاحظ أن مساحة المربعين يمين ويسار الصورة هي نفسها ولكن قُسِّمَت إلى مجموعة من المثلثات والمربعات. المربع الداخلي على يمين الصورة مساحته c2 وتكمله مجموعة المثلثات المحيطة به للحصول على المساحة الكلية للمربع الخارجي. على الجانب الأيسر من الصورة يمكن إعادة توضيع المثلثات داخل المربع الخارجي بحيث تشكل مستطيلات فنلاحظ أن المساحة المتبقية تمثل مربعين مساحة كل منهما a2 وb2 وهما مكافئان تمام للمربع ذي المساحة c2. يذكر أن الصينيين كانوا قد استخدموا هذا الاثبات في أوقات مبكرة.

### المربعات السحرية

مربع سحري 3 × 3. لاحظ أن مجموع الأرقام في أي صف أو عمود أو قطر يساوي 15.

لعبت المربعات السحرية دورا هاما في العصور القديمة، ويرجع بعضها إلى ال 650 قبل الميلاد في الصين. كما استخدمها العرب والمسلمون (انظر كتاب شمس المعارف الكبرى)، وكانت تفيد السحرة في تضليل من حولهم بجمالها الرياضياتي.
في البداية كانت الفكرة تقتصر على حفظ كل شكل يُتَوَصَّلُ إليه بعد إعادة توزيع الأعداد الطبيعية في المربعات الداخلية. يتألف المربع السحري من مجموعة من المربعات الداخلية بشكل مصفوفة مربعة n × n وتملأ بالأرقام 1 إلى n2 بحيث تحقق العلاقة التالية:
- مجموع الأرقام في أي صف يساوي رقم ثابت.
- مجموع الأرقام في أي عمود يساوي نفس الرقم الثابت في السابق.
- مجموع الأرقام في أي قطر رئيسي يساوي أيضا نفس الثابت.

مع تطور الرياضيات استطاع الرياضيون تحليل هذه المربعات وتقسيمها إلى ثلاثة أنواع:
- مربعات سحرية ذات n فردية.
- مربعات سحرية ذات n زوجية مفردة (أي أن n/2 هو فردي).
- مربعات سحرية ذات n زوجية مضاغفة (أي أن n/2 هو زوجي).

بهذه الطريقة استطاع الرياضياتيون تسهيل عملية الحل لكل نوع على حدة ولأي مربع كان. المربعات السحرية الفردية مثلا تتميز بعملية التدوير بحيث تصبح الصفوف والأعمدة أقطارا بينما الأقطار صفوف وأعمدة. بينما تتميز المربعات السحرية ذات n زوجية مضاغفة بالنقل المتماثل. استطاع الرياضياتيون أيضا التحايل على المربعات السحرية ذات n زوجية مفردة بتحليلها إلى مربعات فرعية فردية ثم النقل فيما بينها.
بالإضافة للمربع السحري يوجد أيضا المثلث السحري والمكعب السحري.

### النسبة الذهبية

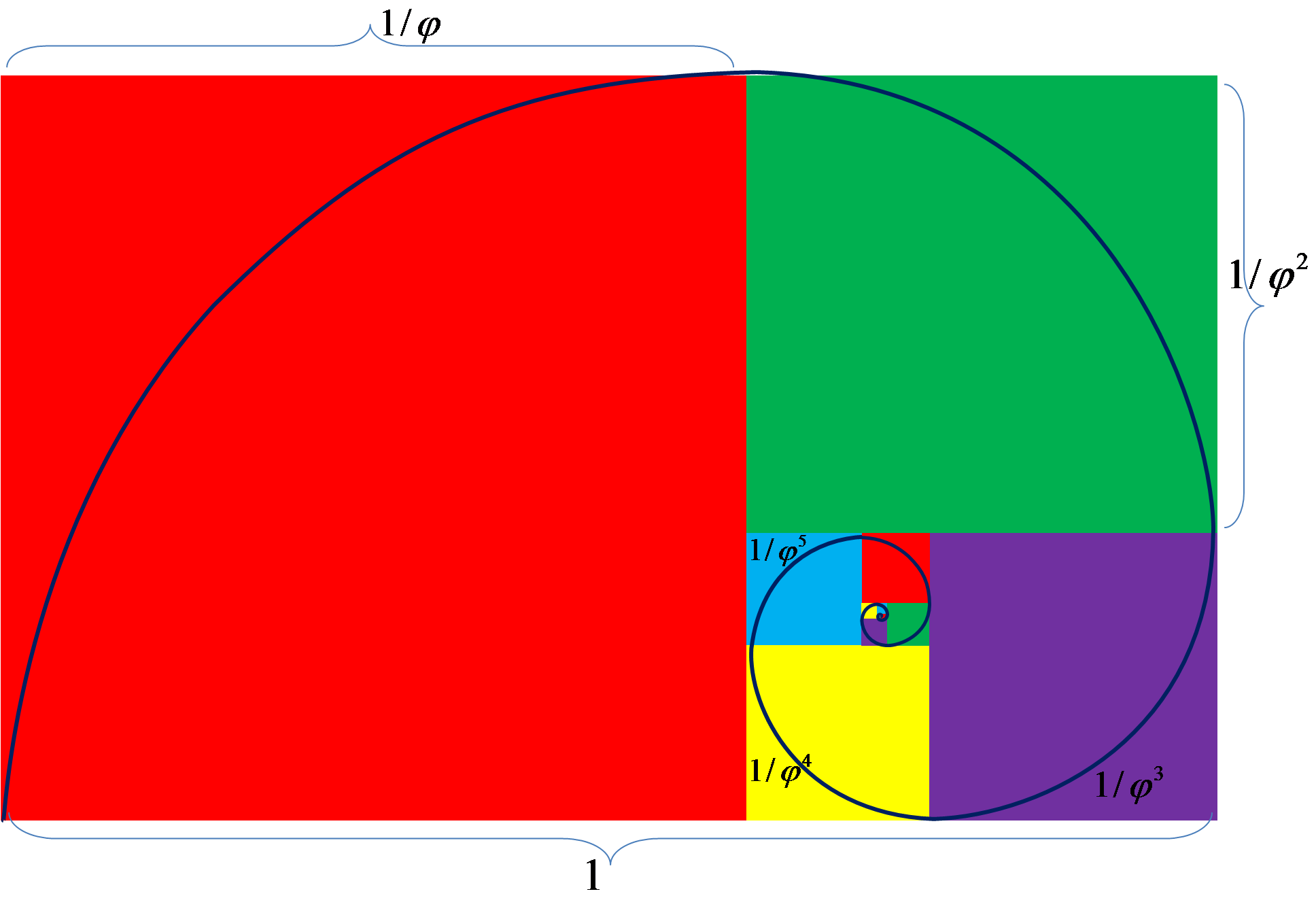
حلزون النسبة الذهبية

لم يسحر هذا الرقم ألباب الرياضياتين فقط بل إن فنانين، مؤرخين، مهندسين، موسيقيين وغيرهم قد افتتنوا به ولأكثر من 2400 عام.
يمكن رؤية هذا الجمال مثلا في حلزون النسبة الذهبية والذي يحقق شرط التناسب الرياضي:{\displaystyle {\frac {a+b}{a}}={\frac {a}{b}}=\varphi \,.}
والذي أيضا يمكن حله رياضيا ليصبح بالشكل:
{\displaystyle \varphi ={\frac {1+{\sqrt {5}}}{2}}\approx 1.61803\,39887\ldots \,}
ويمكن أن يأخذ صورا جمالية توضح مدى سهولة احتسابه كما يظهر هنا في كسر مستمر:
{\displaystyle \varphi =1+{\cfrac {1}{1+{\cfrac {1}{1+{\cfrac {1}{1+\ddots }}}}}}}
ومقلوبه:
{\displaystyle \varphi ^{-1}=0+{\cfrac {1}{1+{\cfrac {1}{1+{\cfrac {1}{1+\ddots }}}}}}\,.}

### العدد ط أو π

عندما يكون قطر دائرة =1، يكون محيطها= π.

كان لحساب العدد ط (تقريبيا 3.14) اهتماما بالغا من قدماء الرياضيات حتى عصرنا الحالي، ولم يكن الكاشي أقل اهتماما حيث وصل باستعمال طريقة الاستنزاف لحسابها إلى 16 مرتبة عشرية وذلك قبل ظهور الحاسبات الالية بكثير.
إلا أن جمال الحساب الفعلي ظهر بعد العصور الوسطى والذي تطور فيما بعد ليُبَرْمَج في الحواسيب.
هنا تبرز معالم الجمال الحسابي في بعض صور ط أو {\displaystyle {\pi }}
{\displaystyle \pi =4(1-{\frac {1}{3}}+{\frac {1}{5}}-{\frac {1}{7}}\cdots \cdots )}
وكذلك سلسلة سرينيفاسا التي تتميز عن الحساب السابق بسرعة التقارب وحُسِبَ بها π لملايين المراتب العشرية:
{\displaystyle {\frac {1}{\pi }}={\frac {2{\sqrt {2}}}{9801}}\sum _{k=0}^{\infty }{\frac {(4k)!(1103+26390k)}{(k!)^{4}396^{4k}}}\!}
كما يمكن أن تأخذ {\displaystyle {\pi }} على صورة كسر مستمر :
{\displaystyle \pi =3+{\cfrac {1^{2}}{6+{\cfrac {3^{2}}{6+{\cfrac {5^{2}}{6+{\cfrac {7^{2}}{6+{\cfrac {9^{2}}{6+{\cfrac {11^{2}}{6+{\cfrac {13^{2}}{6+{\cfrac {15^{2}}{6+\cdots }}}}}}}}}}}}}}}}\ ={\cfrac {4}{1+{\cfrac {1^{2}}{3+{\cfrac {2^{2}}{5+{\cfrac {3^{2}}{7+{\cfrac {4^{2}}{9+{\cfrac {5^{2}}{11+{\cfrac {6^{2}}{13+{\cfrac {7^{2}}{15+\cdots }}}}}}}}}}}}}}}}}

### الأعداد المركبة

بدأ بـ e^{0} = 1، السير بسرعة i بالنسبة لموقع ما ولفترة زمنية مقدارها π، وبإضافة 1، يمكن الوصول إلى النقطة 0.)

كان الرياضي الإيطالي، رافائيل قد ابتكر وحدة تخيلية أسماها {\displaystyle i\,} لحل معضلة وقع فيها الرياضيون عند إيجاد الجذور التربيعية للأعداد السالبة. ومع أنه تعرض للانتقاد بحجة اختراع وحدة لا معنى لها إلا أنه بعد موته بحوالي نصف قرن قام ديكارت بإعادة فرضها كواقع رياضي جديد. ثم ما لبثت أن تطورت نظرية الأعداد المركبة في القرن الثامن عشر لتكون أما للأعداد الحقيقية والتخيلية. أصبحت الأعداد المركبة عنصرا أساسيا في الفيزياء والكيمياء الحديثة حيث أصبح من الممكن تفسير ظواهر تحول الطاقة رياضيا في الصورة المركبة في العديد من المسائل في الكهرومغنطيسية والمتجهات.
تمثل متطابقة أويلر غاية في الجمال لصورة العدد المركب:
{\displaystyle e^{i\pi }+1=0,\,\!}
السبب هو دوران هذه الدالة في المستوى المركب وهذا من المستحيل تصوره في الأعداد الحقيقية مع أن القيمة {\displaystyle e^{i\pi }=-1\,} عدد حقيقي.
يمكن بالصورة الأسية للأعداد المركبة اختصار دوال ذات متغير تخيلي إلى دوال أو أعداد حقيقية كما في الصور التالية:
{\displaystyle i^{i}=e^{-\pi /2}\,}
و:{\displaystyle cos(i\theta )=cosh(\theta )\,}

## جمال الرياضيات والعلوم الأخرى
إن ما يزيد الجمال الرياضياتي كمالا هو تلك الاشتقاقات المستعملة في الفيزياء، الكيمياء، الهندسة والعديد من المجالات العلمية الأخرى. إن القوانين الفيزيائية الأساسية والتي اكتشفت بالملاحظة والتجربة ما كانت لتنمو بدون تنقيح رياضي. يبدو هذا جليًا في أعمال نيوتن في توسيع قوانين الميكانيكا ممثلة بالاتزان والحركة، وقوانين الديناميكا الحرارية. كما أن أعمال ماكسويل في تجميع معادلات الكهرومغنطيسية شاهدًا بارزًا على اشتقاق سرعة الموجة الكهرومغنطيسية بشكل مطلق فتح آفاقًا جديدة واستنتاجات رياضية بحتة في نسبية آينشتين.